# Six Japanese Gardens
Six Japanese Gardens est une œuvre pour percussions et électronique de la compositrice finlandaise Kaija Saariaho, composée en 1993-1995. Elle est créée le 12 juillet 1995 par Shiniti Ueno à Tokyo.
Six Japanese Gardens est une commande du Kunitachi College of Music.

## L'œuvre
Six Japanese Gardens est inspiré par un séjour à Kyoto de la compositrice à l'été 1993. L'œuvre est en six parties, qui correspondent à six jardins différents. L'instrumentation est très dépouillée, dans le but de favoriser « la perception des évolutions rythmiques ».
Six Japanese Gardens est dédié au compositeur japonais Toru Takemitsu.
1. Tenju-an Garden of Nanzen-ji Temple
2. Many Pleasures (Garden of the Kinkaku-ji)
3. Dry Mountain Stream
4. Rock Garden of Ryoan-ji
5. Moss Garden of the Saiho-ji
6. Stone Bridges

La durée d'exécution est d'environ 19 minutes.

## Discographie
Le premier enregistrement de l'œuvre est réalisé par le percussionniste Florent Jodelet en 1997, la partie électronique étant réalisée à l'IRCAM.